# Willy Bothmer
Willy Bothmer (Geleen, 22 november 1958) is een voormalig Nederlands voetballer.
Hij werd in zijn juniorentijd geselecteerd voor het Limburgs amateurelftal. Zo kwam de talentvolle middenvelder in beeld bij diverse profclubs. Bothmer koos voor het naar de eredivisie gepromoveerde FC VVV, waar hij op 18-jarige leeftijd debuteerde in het eerste elftal in een uitwedstrijd bij Vitesse.
Bothmer werd geselecteerd voor het Nederlands voetbalelftal onder 19 jaar en later ook Jong Oranje, maar een echte doorbraak bleef uit.
Zowel met Bothmer als met zijn club ging het bergafwaarts. In 1979 degradeerde de Venlose club uit de eredivisie.
In het seizoen 1981-82 liep de potige middenvelder bij een vechtpartij in de tumultueuze thuiswedstrijd tegen Fortuna Sittard tegen een rode kaart op, waarna de KNVB hem voor liefst zeven wedstrijden schorste.
Een jaar later, in 1983, koos de pas 24-jarige semiprof voor een maatschappelijke carrière. Bothmer keerde vrijwillig terug naar de amateurs in zijn woonplaats Born.

## Clubcarrière
| Seizoen         | Club            | Competitie      | Competitie | Competitie | Beker | Beker | Overige | Overige | Totaal | Totaal |
| Seizoen         | Club            | Competitie      | Wed.       | Dlp.       | Wed.  | Dlp.  | Wed.    | Dlp.    | Wed.   | Dlp.   |
| --------------- | --------------- | --------------- | ---------- | ---------- | ----- | ----- | ------- | ------- | ------ | ------ |
| 1976/77         | FC VVV          | Eredivisie      | 0          | 0          | 0     | 0     | —       | —       | 0      | 0      |
| 1977/78         | FC VVV          | Eredivisie      | 3          | 1          | 1     | 0     | 5       | 0       | 9      | 1      |
| 1978/79         | FC VVV          | Eredivisie      | 28         | 1          | 1     | 0     | —       | —       | 29     | 1      |
| 1979/80         | FC VVV          | Eerste divisie  | 15         | 2          | 0     | 0     | —       | —       | 15     | 2      |
| 1980/81         | FC VVV          | Eerste divisie  | 30         | 6          | 3     | 2     | 0       | 0       | 33     | 8      |
| 1981/82         | FC VVV          | Eerste divisie  | 27         | 3          | 2     | 0     | 4       | 1       | 33     | 4      |
| 1982/83         | FC VVV          | Eerste divisie  | 28         | 11         | 3     | 1     | 3       | 0       | 34     | 12     |
| Carrière totaal | Carrière totaal | Carrière totaal | 131        | 24         | 10    | 3     | 12      | 1       | 153    | 28     |